# Chi Ếch sừng châu Á
Chi Ếch sừng châu Á (danh pháp khoa học: Megophrys) là một chi ếch thuộc họ Megophryidae. Chúng thường có "mày" trên dài do đó được gọi là Ếch sừng châu Á. Chúng thuộc phân bộ Mesobatrachia, do đó không có quan hệ gần với ếch sừng Nam Mỹ (Ceratophrys), thuộc phân bộ Neobatrachia.

## Các loài
- Megophrys aceras Boulenger, 1903
- Megophrys acuta Wang, Li & Jin, 2014
- Megophrys ancrae Mahony, Teeling & Biju, 2013
- Megophrys auralensis Ohler, Swan & Daltry, 2002
- Megophrys baluensis (Boulenger, 1899)
- Megophrys baolongensis Ye, Fei & Xie, 2007
- Megophrys binchuanensis Ye & Fei, 1995
- Megophrys binlingensis Jiang, Fei & Ye, 2009
- Megophrys boettgeri (Boulenger, 1899)
- Megophrys brachykolos Inger & Romer, 1961
- Megophrys caudoprocta Shen, 1994
- Megophrys cheni (Wang & Liu, 2014)
- Megophrys damrei Mahony, 2011
- Megophrys daweimontis Rao & Yang, 1997
- Megophrys dringi Inger, Stuebing & Tan, 1995
- Megophrys gigantica Liu, Hu & Yang, 1960
- Megophrys glandulosa Fei, Ye & Huang, 1990
- Megophrys huangshanensis Fei & Ye, 2005
- Megophrys jingdongensis Fei & Ye, 1983
- Megophrys jinggangensis (Wang, 2012)
- Megophrys kobayashii Malkmus & Matsui, 1997
- Megophrys kuatunensis Pope, 1929
- Megophrys latidactyla[1] Orlov, Poyarkov & Nguyen, 2015
- Megophrys lekaguli Stuart, Chuaynkern, Chan-ard & Inger, 2006
- Megophrys ligayae Taylor, 1920
- Megophrys lini (Wang & Yang, 2014)
- Megophrys longipes Boulenger, 1886
- Megophrys major Boulenger, 1908
- Megophrys mangshanensis Fei & Ye, 1990
- Megophrys medogensis Fei, Ye & Huang, 1983
- Megophrys megacephala Mahony, Sengupta, Kamei & Biju, 2011
- Megophrys minor Stejneger, 1926
- Megophrys montana Kuhl & Van Hasselt, 1822
- Megophrys nankiangensis Liu & Hu, 1966
- Megophrys nasuta (Schlegel, 1858)
- Megophrys obesa Wang, Li & Zhao, 2014
- Megophrys omeimontis Liu, 1950
- Megophrys oropedion Mahony, Teeling & Biju, 2013
- Megophrys pachyproctus Huang, 1981
- Megophrys palpebralespinosa Bourret, 1937
- Megophrys parallela Inger & Iskandar, 2005
- Megophrys parva (Boulenger, 1893)
- Megophrys robusta Boulenger, 1908
- Megophrys sangzhiensis Jiang, Ye & Fei, 2008
- Megophrys serchhipii (Mathew & Sen, 2007)
- Megophrys shapingensis Liu, 1950
- Megophrys shuichengensis Tian, Gu & Sun, 2000
- Megophrys spinata Liu & Hu, 1973
- Megophrys stejnegeri Taylor, 1920
- Megophrys takensis Mahony, 2011
- Megophrys tuberogranulatus Shen, Mo & Li, 2010
- Megophrys vegrandis Mahony, Teeling, Biju, 2013
- Megophrys wawuensis Fei, Jiang & Zheng, 2001
- Megophrys wuliangshanensis Ye & Fei, 1995
- Megophrys wushanensis Ye & Fei, 1995
- Megophrys zhangi Ye & Fei, 1992
- Megophrys zunhebotoensis (Mathew & Sen, 2007)

Một số phân loài hẹp hơn chỉ có các loài sau:
- Megophrys kobayashii – Ếch sừng Kobayashi
- Megophrys ligayae – Ếch sừng Palawan
- Megophrys montana – Ếch sừng Java
- Megophrys nasuta – Ếch sừng mũi dài, ếch sừng Malaya
- Megophrys stejnegeri – Ếch sừng Mindanao, Cóc sừng Đông Nam Á

## Hình ảnh

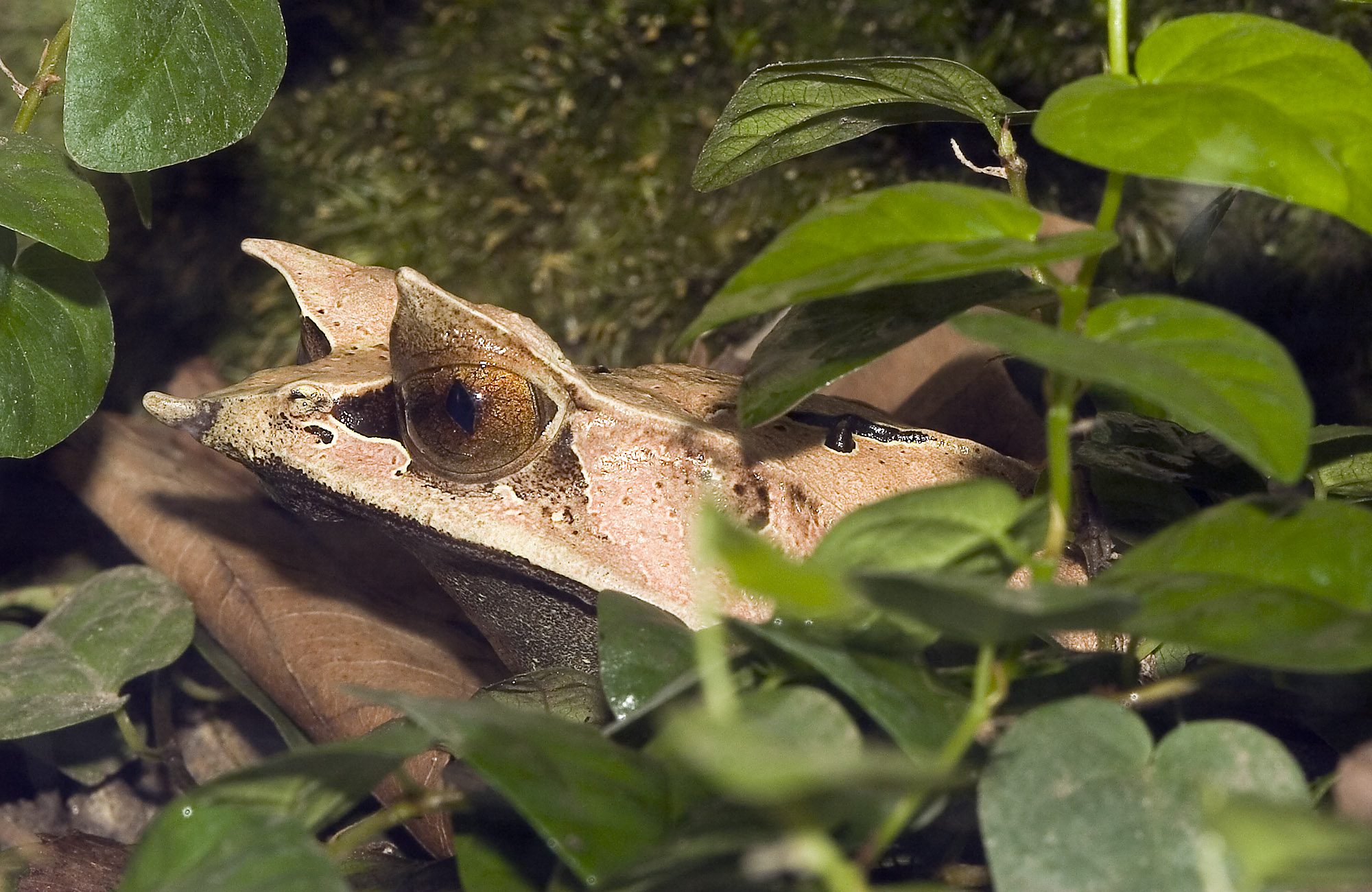
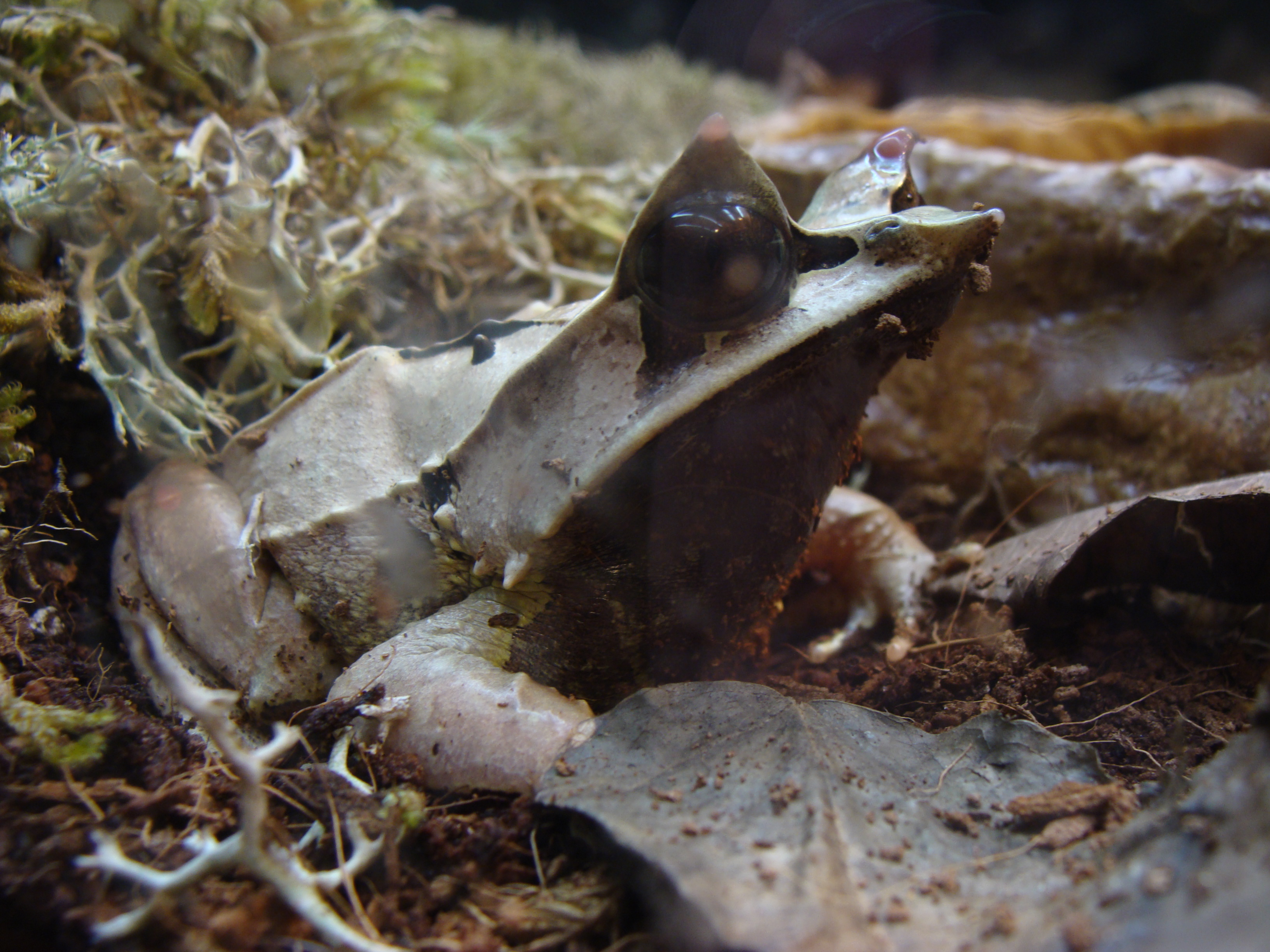